# Loi 11 du beach soccer
La loi 11 du beach soccer fait partie des lois régissant le beach soccer, maintenues par l'International Football Association Board (IFAB). La loi 11 se rapporte aux fautes et incorrections.

## Règlement actuel

### Coup franc direct
Un coup franc direct est accordé à l’équipe adverse du joueur qui, de l’avis de l’arbitre, commet par imprudence, témérité ou excès d’engagement, l’une des infractions suivantes :

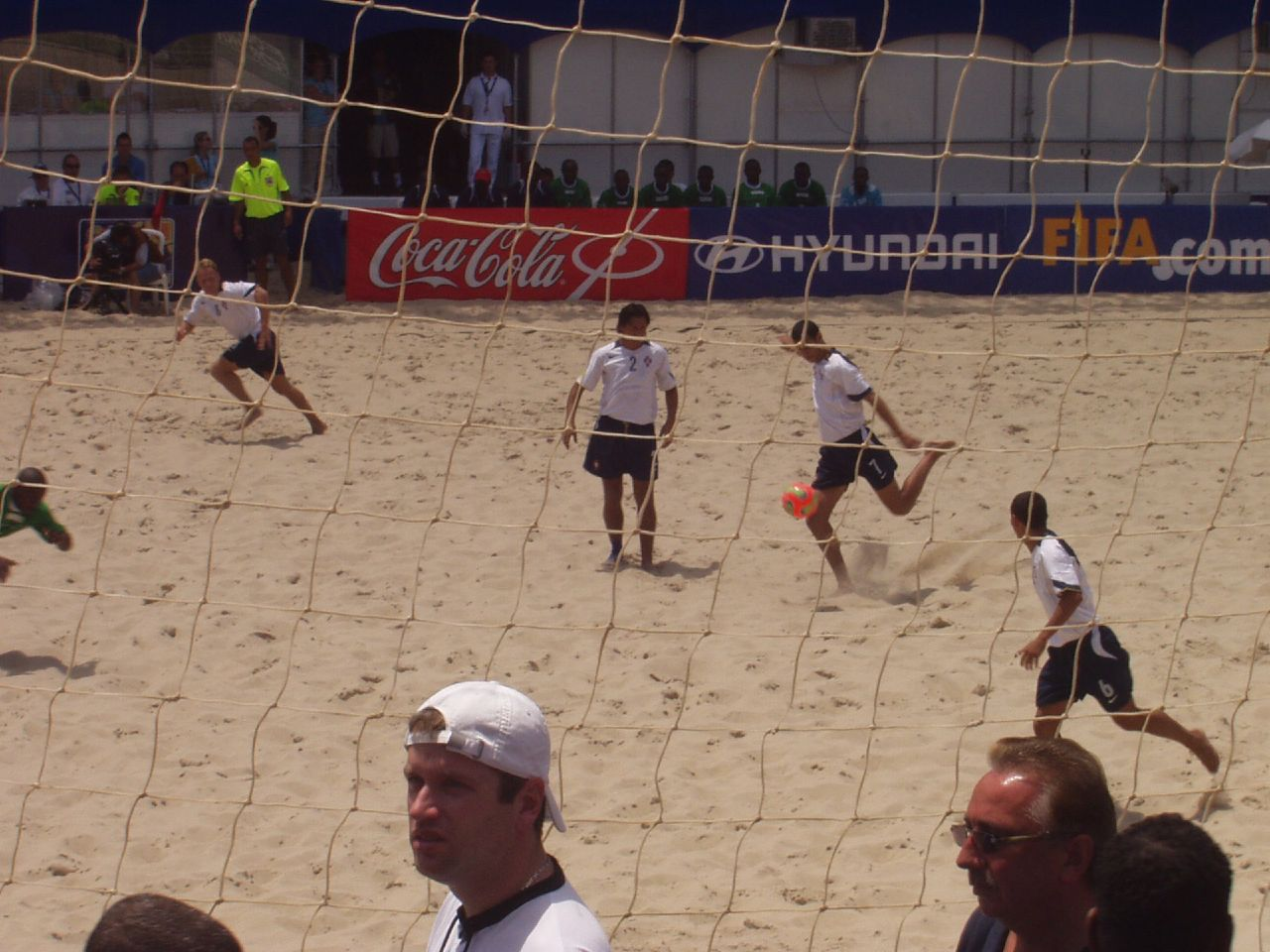
Exécution d'un coup franc.

- donner ou essayer de donner un coup de pied à un adversaire
- faire ou essayer de faire un croche-pied à un adversaire, que ce soit avec les jambes ou en se baissant devant ou derrière lui
- sauter sur un adversaire
- charger un adversaire
- frapper ou essayer de frapper un adversaire
- bousculer un adversaire

Un coup franc direct est également accordé à l’équipe adverse du joueur qui commet l’une des infractions suivantes :
- tenir un adversaire
- cracher sur un adversaire
- faire intentionnellement une faute de main (cela ne s’applique pas au gardien de but dans sa propre surface de réparation)
- retenir le ballon entre ses jambes dans le but délibéré de perdre du temps dans la moitié de terrain adverse
- jouer de manière dangereuse dans la moitié de terrain adverse
- faire délibérément obstacle à la progression d’un adversaire dans la moitié de terrain adverse
- empêcher le gardien de but de lancer le ballon de la main
- tacler un adversaire pour se procurer le ballon, en touchant le joueur avant le ballon

### Coup de pied de réparation
Un coup de pied de réparation est accordé quand l’une des infractions susmentionnées est commise par un joueur dans sa propre surface de réparation, indépendamment de la position du ballon à ce moment-là, pourvu qu’il soit en jeu.

### Coup franc direct depuis le point central imaginaire
Un coup franc direct à tirer depuis le point central imaginaire est accordé à l’équipe adverse si :
- une équipe conserve le ballon dans sa propre surface de réparation durant plus de cinq secondes sans qu’elle soit pressée par un adversaire ;
- le gardien de but utilise ses mains pour réceptionner pour la deuxième fois un ballon délibérément frappé dans sa direction par un coéquipier sans qu’un adversaire n’ait entre-temps touché ;
- le gardien de but frappe directement le ballon du pied après l’avoir lâché de ses mains avant qu’il ne touche terre ;
- le gardien de but, après avoir eu le ballon en mains à l’intérieur de sa surface de réparation, sort de sa surface pour jouer le ballon au pied puis regagne sa surface et se saisit de nouveau du ballon à la main ;
- le ballon est retenu entre les jambes d’un joueur dans le but délibéré de perdre du temps dans sa propre moitié de terrain ;
- un joueur joue de manière dangereuse dans sa propre moitié de terrain ;
- un joueur fait délibérément obstacle à la progression d’un adversaire dans sa propre moitié de terrain ;
- une autre infraction non mentionnée dans la Loi 11 est commise et pour laquelle le match doit être interrompu afi n d’avertir ou d’expulser un joueur.

### Sanctions disciplinaires
Les arbitres sont habilités à prendre les mesures disciplinaires qui s’imposent à partir du moment où ils pénètrent sur le terrain de jeu et jusqu’au moment où ils le quittent après le coup de sifflet final.

### Infractions de joueurs ou remplaçants passibles d’un avertissement
Un joueur est averti s’il :

Carton jaune

- se rend coupable d’un comportement antisportif
- manifeste sa désapprobation par la parole ou par gestes
- enfreint avec persistance les Lois du Jeu
- retarde délibérément la reprise du jeu
- ne respecte pas la distance réglementaire lors du coup d’envoi, d’un coup de pied de coin, d’une rentrée de touche ou d’un coup franc direct
- pénètre ou revient sur le terrain de jeu sans l’autorisation préalable des arbitres, ou s’il enfreint la procédure de remplacement
- quitte délibérément le terrain de jeu sans l’autorisation préalable des arbitres

Un remplaçant est averti s’il :
- se rend coupable d’un comportement antisportif
- manifeste sa désapprobation par la parole ou par gestes
- retarde délibérément la reprise du jeu

### Infractions de joueurs ou remplaçants passibles d’une expulsion

Carton rouge

Un joueur titulaire ou remplaçant se voit infliger un carton rouge s’il :
- se rend coupable d’une faute grossière
- se rend coupable d’un acte de brutalité
- jette du sable à quiconque
- crache sur un adversaire ou sur toute autre personne
- empêche l’équipe adverse de marquer un but ou annihile une occasion de but manifeste en commettant délibérément une faute de main (cela ne s’applique pas au gardien de but dans sa propre surface de réparation)
- annihile l’occasion de but manifeste d’un adversaire se dirigeant vers son but, en commettant une infraction passible d’un coup franc direct ou d’un coup de pied de réparation
- tient des propos ou a des gestes vindicatifs, grossiers ou obscènes
- reçoit un second avertissement au cours du même match

Un joueur expulsé ne peut plus participer au match en cours ni prendre place sur le banc des remplaçants, et doit quitter les abords du terrain de jeu. Un joueur pourra remplacer le joueur expulsé après que deux minutes se sont écoulées et avec l’autorisation du troisième arbitre.
Un tacle mettant en danger l’intégrité physique d’un adversaire doit être sanctionné comme faute grossière. Tout acte de simulation sur le terrain de jeu ayant pour but de tromper l’arbitre doit être sanctionné comme comportement antisportif.
Un joueur qui enlève son maillot après avoir inscrit un but recevra un avertissement pour comportement antisportif.